# Myszkowice (województwo śląskie)

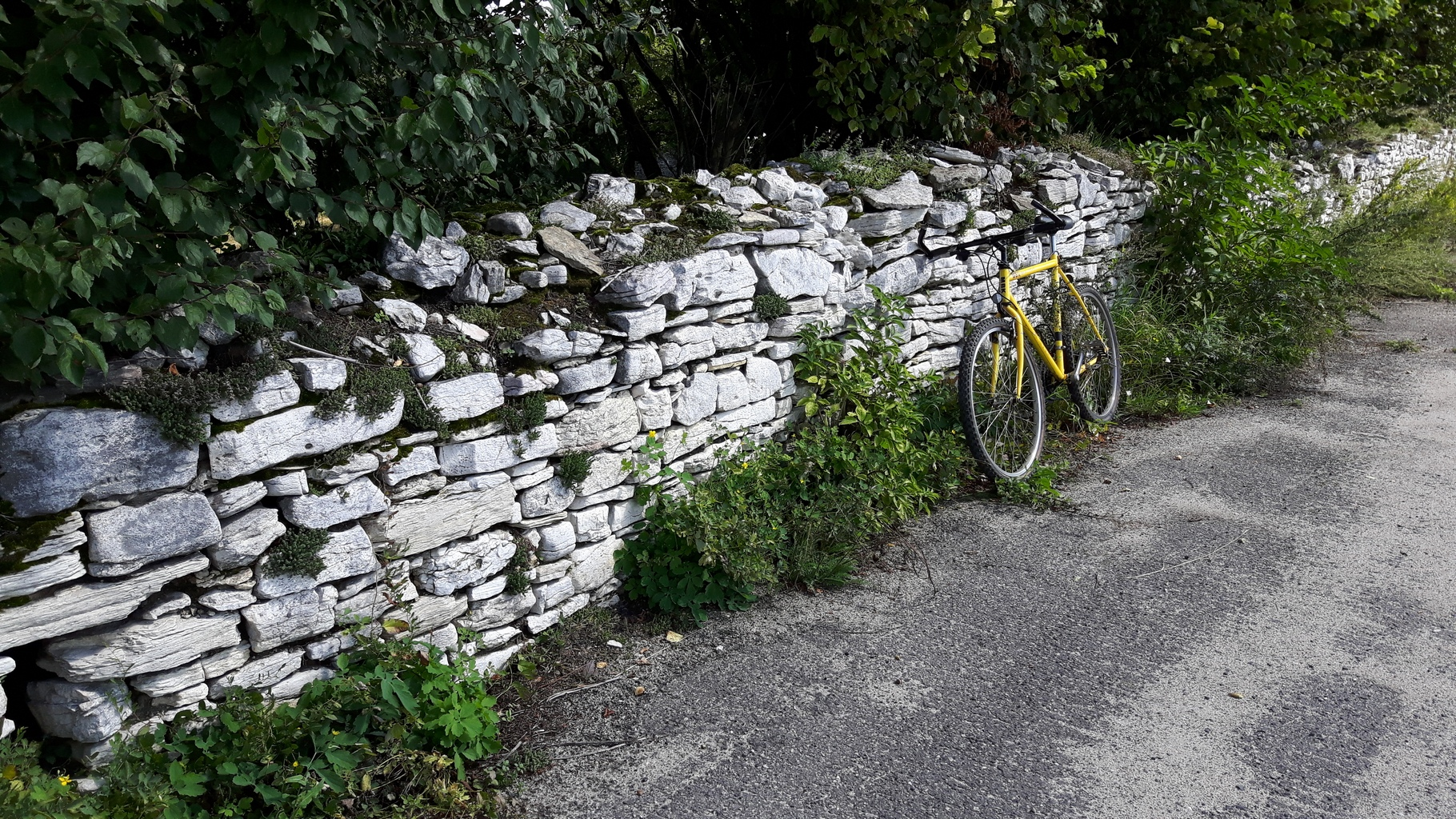
Zabytkowe ogrodzenie d. folwarku z oknami strzelniczymi, ok. XVII

Myszkowice – wieś w Polsce, położona w województwie śląskim, w powiecie będzińskim, w gminie Bobrowniki.
W latach 1975–1998 miejscowość administracyjnie należała do województwa katowickiego.

## Nazwa
Nazwę miejscowości w zlatynizowanej formie Myszlkowycze wymienia w latach (1470–1480) Jan Długosz w księdze Liber beneficiorum dioecesis Cracoviensis. Nazwa miejscowości należy do grupy nazw patronimicznych i pochodzi od nazwiska Jana Myslkowskiego herbu Pilawa, którego wymienia Długosz jako właściciela wsi.